# Nemzetiségi törvény
A nemzetiségi törvény a nemzetiségek egyenjogúságát kívánta szabályozni. Magyarországon a nemzetiségek kérdése a 19. században vált fontos üggyé, mivel magyar lett a hivatalos nyelv és elrendelték a jobbágyok felszabadítását. A jobbágyfelszabadítás lassan jutott el a főként nemzetiségek által lakott peremterületekre. A nem tisztázott parcellázás és a sok idő miatt megkülönböztetésnek érezték a nemzetiségiek. A magyarországi nemzetiségek egyre jobban a magyarok ellen fordultak. Az 1848–49-es forradalom és szabadságharcban Magyarország ellen lázadtak fel (a bécsi udvar is hergelte és támogatta őket). A nemzetiségek el akartak szakadni az országtól és saját államot létrehozni, vagy egy azonos népességű országhoz csatlakozni. A nacionalizmus megjelenésével autonómiát szerettek volna. 1849. július 28-án, utolsó ülésnapján fogadta el a magyar nemzetgyűlés hazánk és Európa első nemzetiségi törvényét, mely a nyelvhasználati és azzal szorosan összefüggő hivatalviselési és oktatási jogok újraszabályozásával biztosítani kívánta a lehetőségét „minden népiségek szabad fejlődésének” Magyarországon. A szabadságharc bukása azonban megakadályozta a jogszabály gyakorlati érvényesülését.
A helyzet megoldására adták ki 1868-ban a nemzetiségi törvényt. A törvény a kultúra és a nyelv gyakorlását biztosította, ha az adott körzetben az adott nemzetiségi lakosok aránya eléri a 20%-ot. Az alsó- és középfokú bíróságokon anyanyelvükön képviselhették ügyüket. A nemzetiségi iskolahálózatot, sőt annak fenntartását az állam kötelességévé tették. A polgári egyesülési jog alapján lehetőség nyílt nemzetiségi egyesületek létrehozására, amennyiben az nem a magyar államegység megbontásán munkálkodott. Nagy előrelépés, de a körzeteket lehetőleg úgy alakították, hogy a 20%-os küszöböt ne érjék el a nemzetiségek. Magyarországon a 19. században Európa-szerte korszerű nemzetiségi törvényt hoztak létre, de ez nem volt elég a nemzetiségeknek. Ugyanakkor nemzetközi összehasonlításban megállta a helyét.
Később ez az ellentét és a vágy az elszakadás iránt nagyban hozzájárult a trianoni békeszerződés kimeneteléhez, ahol azonban számos (tömören) magyarlakta területet is elcsatoltak hazánktól. A nemzetiségek helyzetét az 1993-as Nemzetiségi Törvénnyel tisztázták. Elfogadták, hogy a Magyarországon honos nemzeti és etnikai kisebbségek helyi és országos kisebbségi önkormányzatokat hozhatnak létre.